# Vlaams Verbond van Katholieke Hogescholen
Het Vlaams Verbond van Katholieke Hogescholen (VVKHO) was een koepelorganisatie van acht hogescholen binnen Katholiek Onderwijs Vlaanderen:
1. Arteveldehogeschool
2. Odisee
3. Hogeschool VIVES
4. Karel de Grote Hogeschool (KdG)
5. Hogeschool Thomas More
6. Katholieke Hogeschool Leuven (KHLeuven)
7. Katholieke Hogeschool Limburg (KHLimburg)
8. LUCA School of Arts

## Geschiedenis
In 1979 werd het Nationaal Verbond van het Katholiek Hoger Onderwijs (NVKHO) opgericht uit het Nationaal Verbond van het Katholiek Technisch Onderwijs. Vanaf 1991 werd het pedagogisch hoger onderwijs ook ondergebracht binnen het NVKHO. In 1994 werd de nationale koepel opgesplitst in Fédération Nationale de l'Enseignement Supérieur Catholique en het Vlaams Verbond van Katholieke Hogescholen.
In 1996 werd Hugo Mettepenningen secretaris-generaal en bleef aan tot hij in 2008 werd opgevolgd door Wilfried Van Rompaey. In 2001 werd Norbert Van Broekhoven voorzitter en bleef aan tot 2014.